# Eralea abludius
Eralea abludius är en fjärilsart som beskrevs av Ronald W. Hodges 1978. Eralea abludius ingår i släktet Eralea och familjen fransmalar. Inga underarter finns listade i Catalogue of Life.